# Schermo a cristalli liquidi colesterici
Un display colesterico a cristalli liquidi (CH-LCD) è uno schermo che contiene cristalli liquidi con una struttura ad elica che è pertanto chirale. I Cristalli liquidi colesterici sono anche conosciuti come cristalli liquidi chirali nematici.  Si organizzano in strati con delle assi direzionali diverse tra gli strati. In natura, la variazione dell'asse tende ad essere periodica. Il periodo di rotazione di queste assi (la distanza di una completa rotazione di 360°) è conosciuto come pitch, p. Il pitch determina la lunghezza d'onda della luce riflessa (Bragg Reflection).
La tecnologia è caratterizzata da stati stabili, cioè lo stato focale conico (scuro) e quello planare (chiaro). I display adottanti questa tecnologia si chiamano “bistabili” e non hanno bisogno di energia per mantenere l'informazione nel tempo (zero power) molto simile infatti alla 
tecnologia E-ink, che però utilizza delle molecole magneticamente polarizzate bicolore (solitamente nero e bianco) per stampare letteralmente il contenuto sul display. 
Una tecnologia simile al CH-LCD è stata sviluppata anche da Philips e Liquavista (Amazon) chiamata Electrowetting Display.
Grazie alla natura instrinseca riflettiva del CH-LCD, i display sono perfettamente leggibili sotto la luce diretta del sole. Lo svantaggio di questa tecnologia e la velocità d'aggiornamento bassa, in particolare in presenza di temperature basse.
L'azienda Displays, situata negli USA, ha sviluppato schermi a cristalli liquidi "zero power" utilizzando cristalli liquidi colesterici. Nell'anno 2009, Kent ha dimostrato l'uso degli CH-LCD per coprire l'intera superficie di un telefono cellulare, permettendo di cambiare i colori e di mantenere il colore scelto anche senza consumo di energia.
L'istituto Industrial Technology Research Institute (ITRI) con sede in Taiwan ha sviluppato un ePaper flessibile denominato i2R, basato su tecnologia CH-LCD.
L'azienda tedesca BMG MIS ha sviluppato “Geameleon”- vetri ChLCD a colori o monocolore in diverse misure e risoluzioni. Questi vetri possono essere utilizzati in un campo di temperatura molto ampio come per esempio all'esterno e anche con temperature molto basse possono essere raggiunte delle velocità d'aggiornamento ragionevoli. Grazie al consumo energetico molto basso la tecnologia è adatta per impianti con alimentazione fotovoltaica.